# Eschenbach (Badenia-Wirtembergia)
Eschenbach – miejscowość i gmina w Niemczech, w kraju związkowym Badenia-Wirtembergia, w rejencji Stuttgart, w regionie Stuttgart, w powiecie Göppingen, wchodzi w skład związku gmin Voralb. Leży ok. 6 km na południe od Göppingen.